# Богданівка (Кременчуцький район)
Богдані́вка — село в Україні, у Семенівській селищній громаді Кременчуцького району Полтавської області. Населення становить 525 осіб. Колишній центр Богданівська сільська рада.

## Географія
Село Богданівка розташоване на відстані 1,5 км від сіл Курганне, Байрак та Великі Липняги.

## Історія
12 червня 2020 року, відповідно до розпорядження Кабінету Міністрів України № 721-р «Про визначення адміністративних центрів та затвердження територій територіальних громад Полтавської області», село увійшло до складу Семенівської селищної міської громади.
19 липня 2020 року, в результаті адміністративно - територіальної реформи та ліквідації Семенівського району, село увійшло до складу новоутвореного Кременчуцького району.

## Економіка
- ВАТ «Богданівське».

## Об'єкти соціальної сфери
- Школа.
- Будинок культури.
- У селі розташована ботанічна пам'ятка природи — «Богданівський парк».

## Відомі особи
Трихно Дмитро Юрійович (1993—2022)  — сержант Збройних Сил України, учасник російсько-української війни, що загинув у ході російського вторгнення в Україну в 2022 році.